# Matías Quinteros
Matías Ezequiel Quinteros (Mar del Plata, Argentina, 3 de octubre de 1988) es un futbolista argentino. Juega de portero en el C.D.S. Vida de la Liga Nacional de Honduras.

## Clubes
| Club                              | País      | Año       |
| --------------------------------- | --------- | --------- |
| C. A. Unión (Mar del Plata)       | Argentina | 2011-2013 |
| C. A. Juventud (Pergamino)        | Argentina | 2013-2014 |
| C. S. Rivadavia                   | Argentina | 2015      |
| C. D. Petapa                      | Guatemala | 2015-2016 |
| C. A Mitre                        | Argentina | 2016-2017 |
| C. A. Alvarado                    | Argentina | 2017-2019 |
| C. A. y S. Defensores de Belgrano | Argentina | 2019-2020 |
| C. S. Belgrano                    | Argentina | 2020-2021 |
| Olancho F. C.                     | Honduras  | 2022-2023 |
| C. D. S Vida                      | Honduras  | 2023-Act. |